# Portraits (álbum de Birdy)
Portraits es el quinto álbum de estudio de la cantautora británica Birdy, publicado el 18 de agosto de 2023 por la compañía discográfica Atlantic Records.

## Concepción
| Capturé diferentes momentos de la vida y examiné cómo me sentí acerca de ellos durante el año pasado y cómo cambiaron mis sentimientos. Una parte son relaciones y otra soy yo pintando cuadros desde la perspectiva de otras persona (...) Encontrar ese equilibrio entre sonidos electrónicos y elementos crudos y acústicos fue muy importante para mí. —Birdy, para Los 40 Principales, acerca de su álbum Portraits. |

En distintas entrevistas hacia varios medios de comunicación, Birdy compartió que el álbum trata acerca de «experiencias vitales» tanto propias como de otras personas. El álbum sintetiza una colección de «retratos personales».
Birdy creó el álbum a la edad de 26 años, con una mirada a la música británica de los años 80, con el uso de sintetizadores, de ritmos disco y de melodías que nos recuerdan al sonido de artistas del género como Kate Bush, sonidos evocados en temas como «Raincatchers» o «Ruins II»; o la música del propio David Bowie, en temas como «I Wish I Was a Shooting Star».

## Recepción crítica
Portraits recibió críticas en su mayoría positivas. Kate Solomon del periódico i calificó el álbum como "un disco amplio y dramático que no ha perdido nada de la capacidad de Birdy para capturar una emoción palpitante y fijarla para examinarla", al tiempo que elogia su nueva dirección como "un movimiento audaz que, en su mayor parte, vale la pena". Rachel Aroesti de The Guardian describió el álbum como "pop con sabor a los 80" y una "nostalgia sofisticada pero irresistiblemente melódica". David Smyth de Evening Standard fue un poco crítico con el sentimiento del disco de que "hay una sensación de abstenerse de soltarse realmente". Sin embargo, escribió positivamente sobre la voz del cantante y los consideró "seguros".

## Lista de canciones
Créditos adaptados de Tidal.
| Portraits - Edición estándar |                                |                                                                    |                             |          |  |
| N.º                          | Título                         | Escritor(es)                                                       | Productor(es)               | Duración |  |
| 1.                           | «Paradise Calling»             | Jasmine Van den Bogaerde, Anya Louise Jones y Edward James Carlile | Anya Jones, Birdy y King Ed | 3:06     |  |
| 2.                           | «Raincatchers»                 | Van den Bogaerde, Jones y Barney Lister                            | Birdy y Lister              | 4:00     |  |
| 3.                           | «Ruins I»                      | Van den Bogaerde, Jones y Carlile                                  | Birdy y King Ed             | 4:07     |  |
| 4.                           | «Your Arms»                    | Van den Bogaerde, Dan Priddy y Mark Crew                           | Birdy                       | 3:51     |  |
| 5.                           | «Heartbreaker»                 | Van den Bogaerde, Priddy, Crew y Andrew Jackson                    | Priddy y Crew               | 3:04     |  |
| 6.                           | «I Wish I Was A Shooting Star» | Van den Bogaerde y Gabe Simon                                      | Birdy y Simon               | 3:37     |  |
| 7.                           | «Portraits»                    | Van den Bogaerde y Gabe Simon                                      | Birdy y Simon               | 3:53     |  |
| 8.                           | «Ruins II»                     | Van den Bogaerde, Jones y Carlile                                  | Birdy y King Ed             | 4:10     |  |
| 9.                           | «Automatic»                    | Van den Bogaerde, Crew, Priddy y Simon                             | Crew, Priddy y Simon        | 3:07     |  |
| 10.                          | «Battlefield»                  | Van den Bogaerde y Jones                                           | Birdy, Jones y Bullion      | 3:55     |  |
| 11.                          | «Tears Don't Fall»             | Van den Bogaerde, Jones y Carlile                                  | Birdy y King Ed             | 3:29     |  |
| 40:19                        |                                |                                                                    |                             |          |  |

| Portraits - (+ Remixes) |                                          |                                           |                        |          |  |
| N.º                     | Título                                   | Escritor(es)                              | Productor(es)          | Duración |  |
| 12.                     | «Raincatchers (Matt Ryder Remix)»        | Van den Bogaerde, Jones y Lister          | Lister                 | 4:42     |  |
| 13.                     | «Raincatchers (Etherwood Remix)»         | Van den Bogaerde, Priddy, Crew y Jackson  | Priddy y Crew          | 4:51     |  |
| 14.                     | «Paradise Calling (High Contrast Remix)» | Jasmine Van den Bogaerde, Jones y Carlile | Jones, Birdy y King Ed | 3:48     |  |
| 15.                     | «When Doves Cry (Live for BBC Radio 2)»  | Prince                                    | Birdy                  | 3:19     |  |
| 57:06                   |                                          |                                           |                        |          |  |

## Posicionamientos en listas
| Listas (2023)                   | Mejor posición |
| ------------------------------- | -------------- |
| Alemania (Offizielle Top 100)   | 18             |
| Austria (Ö3 Austria)            | 42             |
| Bélgica (Ultratop Flandes)      | 28             |
| Bélgica (Ultratop Valonia)      | 37             |
| Escocia (Scottish Albums Chart) | 5              |
| Francia (SNEP)                  | 102            |
| Hungría (MAHASZ)                | 40             |
| Reino Unido (UK Albums Chart)   | 13             |
| Suiza (Schweizer Hitparade)     | 10             |

## Historial de lanzamiento
| País   | Fecha                | Formato                              | Discográfica     | Edición(es)         | Ref.   |
| ------ | -------------------- | ------------------------------------ | ---------------- | ------------------- | ------ |
| Varios | 18 de agosto de 2023 | LP, CD, descarga digital y streaming | Atlantic Records | Edición Estándar    | [ 21 ] |
| Varios | 22 de agosto de 2023 | descarga digital y streaming         | Atlantic Records | Edición (+ Remixes) | [ 22 ] |